# Dollaro del Texas
Il dollaro del Texas (Texas Dollar), ufficiosamente noto anche con la dizione inglese "Texas redback", è stata la valuta cartacea della Repubblica del Texas. Il dollaro del Texas venne emesso tra il gennaio 1839 e il settembre 1840 da Mirabeau Lamar per minimizzare il debito nazionale durante la sua presidenza della Repubblica del Texas. Il nome "redback" deriva dal colore rossiccio del retro delle banconote. L'inflazione, dovuta principalmente alla sovrastampa, portò a una sostanziale svalutazione della valuta, fino a 15 redback per un dollaro statunitense. Questo debito di oltre 10 milioni di dollari fu un importante fattore per l'annessione del Texas negli Stati Uniti.

## Storia

### Fine della circolazione
Le banconote del dollaro del Texas furono emesse in tagli da 5, 10, 20, 50, 100 e 500 dollari. Ci furono anche dei "biglietti di cambio" ("change notes") emessi nel periodo in tagli da 1, 2 e 3 dollari che avevano il retro bianco. Tutte queste banconote erano emesse ad Austin. Molte di queste banconote sembrano di colore arancione a causa della qualità dell'inchiostro. Diverse persone hanno suggerito che il colore "arancione bruciato" della University of Texas provenga da questa colorazione, ma non è mai stato dimostrato.
Nel 1842 il governo della Repubblica del Texas non avrebbe accettato le banconote per il pagamento delle tasse. La valuta riacquistò un certo valore prima che il Texas venisse annesso dagli Stati Uniti.
In base al Compromesso del 1850, il Texas ricevette 10 milioni di dollari in cambio dei territori reclamati che si trovano all'esterno dei suoi attuali confini. Con tale somma, il Texas estinse tutti i propri debiti, compreso il riscatto di tutti i redback.
Le banconote (redback) e i biglietti di cambio (change note) furono riscattati e annullati mediante il taglio di un angolo. I biglietti venivano annullati in tal modo per evitare che potessero essere presentati più volte per il riscatto. Queste banconote sono molto ricercate dai collezionisti. Un numero esiguo di banconote non sono mai state né riscattate, né annullate; tali pezzi sono quelli dal valore più elevato.
Due eroi dei primi tempi della Repubblica del Texas si trovano sui redback, entrambi morti prima dell'emissione delle banconote: Deaf Smith sul taglio da 5 dollari, e Stephen Austin - il "Padre del Texas" - sul taglio da 50 dollari.
Si noti che non tutti i redback in circolazione sono autentici. Le banconote originali erano firmate a mano con inchiostro marrone, mentre le riproduzioni sono tutte in inchiostro nero.

### Banconote
Una nuova serie di banconote, chiamate "biglietti del tesoro" ("exchequer bills"), fu emessa nel 1842. Anche questi erano simili a buoni del tesoro e furono poco utilizzati.
La Repubblica del Texas aveva poche disponibilità in termini di argento ed oro e non coniò mai alcuna moneta.